# Hanno Behrens
Hanno Behrens (Elmshorn, 26 marzo 1990) è un ex calciatore tedesco, di ruolo centrocampista.